# Atletica leggera alla XXX Universiade - 800 metri piani maschili
La specialità degli 800 metri piani maschili alla Universiade di Napoli 2019 si è svolta tra l'11 ed il 13 luglio 2019.

## Podio
| Oro     | Mohamed Belbachir Algeria |
| Argento | Moad Zahafi Marocco       |
| Bronzo  | Lukáš Hodboď Rep. Ceca    |

### Batterie
Passano alle semifinali i primi quattro atleti di ogni batteria (Q) e i quattro atleti con i migliori tempi tra gli esclusi (q).
| Posizione | Batteria | Nome                   | Nazione        | Tempo   | Note                                     |
| --------- | -------- | ---------------------- | -------------- | ------- | ---------------------------------------- |
| 1         | 3        | Gorata Gabankitse      | Botswana       | 1:49.98 | Q,                                       |
| 2         | 3        | Aymeric Lusine         | Francia        | 1:49.99 | Q                                        |
| 3         | 2        | Mohamed Belbachir      | Algeria        | 1:50.27 | Q                                        |
| 4         | 2        | Lukáš Hodboď           | Rep. Ceca      | 1:50.51 | Q                                        |
| 5         | 4        | Moad Zahafi            | Marocco        | 1:50.70 | Q                                        |
| 6         | 2        | Emmanuel Osuje         | Uganda         | 1:50.72 | Q                                        |
| 7         | 3        | Jye Perrott            | Australia      | 1:50.77 | Q                                        |
| 8         | 3        | Bram Buigel            | Paesi Bassi    | 1:50.90 | Q                                        |
| 9         | 2        | Li Junlin              | Cina           | 1:50.92 | Q                                        |
| 10        | 1        | Matheus Americo        | Brasile        | 1:51.05 | Q                                        |
| 11        | 1        | Christian Clausen      | Danimarca      | 1:51.22 | Q                                        |
| 12        | 2        | Jirayu Pleenaram       | Thailandia     | 1:51.23 | q,                                       |
| 13        | 1        | Mason Cohen            | Australia      | 1:51.54 | Q                                        |
| 14        | 4        | Oussama Cherrad        | Algeria        | 1:51.61 | Q                                        |
| 15        | 1        | Enrico Brazzale        | Italia         | 1:51.74 | Q                                        |
| 16        | 5        | Caleb Kwemoi           | Uganda         | 1:51.82 | Q                                        |
| 17        | 4        | Enrico Riccobon        | Italia         | 1:51.84 | Q                                        |
| 18        | 5        | Filip Šnejdr           | Rep. Ceca      | 1:51.85 | Q                                        |
| 19        | 3        | Rafael Muñoz           | Cile           | 1:52.04 | q                                        |
| 20        | 5        | Duran Faro             | Sudafrica      | 1:52.09 | Q                                        |
| 21        | 5        | James Preston          | Nuova Zelanda  | 1:52.20 | Q                                        |
| 22        | 2        | Mohammed Al-Suleimani  | Oman           | 1:52.27 | q,                                       |
| 23        | 2        | Michael Todd           | Stati Uniti    | 1:52.43 | q                                        |
| 24        | 5        | Sami Al-Yami           | Arabia Saudita | 1:52.45 | Miglior prestazione personale            |
| 25        | 3        | Nifras Rojideen        | Sri Lanka      | 1:52.49 | Miglior prestazione personale            |
| 26        | 1        | Diogo Pinhão           | Portogallo     | 1:52.70 |                                          |
| 27        | 5        | Julian Alberto Gaviola | Argentina      | 1:52.75 |                                          |
| 28        | 3        | Peter Al-Khoury        | Libano         | 1:52.83 |                                          |
| 29        | 5        | Tilen Šimenko Lalič    | Slovenia       | 1:52.85 |                                          |
| 30        | 1        | Nicolae Marian Coman   | Romania        | 1:52.95 |                                          |
| 31        | 4        | Dage Minors            | Bermuda        | 1:53.44 | Q                                        |
| 32        | 4        | Sten Ütsmüts           | Estonia        | 1:54.09 |                                          |
| 33        | 4        | Hristiyan Stoyanov     | Bulgaria       | 1:54.22 | Miglior prestazione personale            |
| 34        | 1        | Francs Dāvids Helvijs  | Lettonia       | 2:01.06 | Miglior prestazione personale stagionale |
| 35        | 3        | Bandar Hassan          | Arabia Saudita | 2:20.38 |                                          |
|           | 5        | Tariku Mekonen         | Etiopia        | DNF     |                                          |
|           | 4        | Patrick Kahongo        | Zambia         | DNF     |                                          |

### Semifinali
Passano alla finale i primi due atleti di ogni batteria (Q) e i due atleti con i migliori tempi tra gli esclusi (q).
| Posizione | Batteria | Nome                  | Nazione       | Tempo   | Note                                     |
| --------- | -------- | --------------------- | ------------- | ------- | ---------------------------------------- |
| 1         | 2        | Moad Zahafi           | Marocco       | 1:47.63 | Q                                        |
| 2         | 3        | Mohamed Belbachir     | Algeria       | 1:47.86 | Q                                        |
| 3         | 2        | Aymeric Lusine        | Francia       | 1:48.02 | Q                                        |
| 4         | 3        | Filip Šnejdr          | Rep. Ceca     | 1:48.11 | Q,                                       |
| 5         | 2        | Li Junlin             | Cina          | 1:48.14 | q                                        |
| 6         | 2        | James Preston         | Nuova Zelanda | 1:48.68 | q                                        |
| 7         | 2        | Bram Buigel           | Paesi Bassi   | 1:48.90 | Miglior prestazione personale stagionale |
| 8         | 2        | Gorata Gabankitse     | Botswana      | 1:49.00 | Miglior prestazione personale stagionale |
| 9         | 3        | Caleb Kwemoi          | Uganda        | 1:49.28 |                                          |
| 10        | 3        | Jye Perrott           | Australia     | 1:49.49 |                                          |
| 11        | 2        | Christian Clausen     | Danimarca     | 1:49.50 | Miglior prestazione personale            |
| 12        | 1        | Enrico Riccobon       | Italia        | 1:49.54 | Q                                        |
| 13        | 1        | Lukáš Hodboď          | Rep. Ceca     | 1:49.76 | Q                                        |
| 14        | 1        | Oussama Cherrad       | Algeria       | 1:49.76 |                                          |
| 15        | 1        | Mason Cohen           | Australia     | 1:49.98 |                                          |
| 16        | 3        | Enrico Brazzale       | Italia        | 1:50.27 |                                          |
| 17        | 1        | Duran Faro            | Sudafrica     | 1:50.53 |                                          |
| 18        | 1        | Emmanuel Osuje        | Uganda        | 1:50.90 |                                          |
| 19        | 2        | Matheus Americo       | Brasile       | 1:50.95 |                                          |
| 20        | 1        | Jirayu Pleenaram      | Thailandia    | 1:51.17 | Miglior prestazione personale            |
| 21        | 3        | Michael Todd          | Stati Uniti   | 1:51.25 |                                          |
| 22        | 3        | Dage Minors           | Bermuda       | 1:51.43 |                                          |
| 23        | 1        | Rafael Muñoz          | Cile          | 1:53.30 |                                          |
|           | 3        | Mohammed Al-Suleimani | Oman          | DNS     |                                          |

### Finale
| Pos. | Nome              | Nazione       | Tempo   | Note                                     |
| ---- | ----------------- | ------------- | ------- | ---------------------------------------- |
|      | Mohamed Belbachir | Algeria       | 1'47"02 |                                          |
|      | Moad Zahafi       | Marocco       | 1'47"64 |                                          |
|      | Lukáš Hodboď      | Rep. Ceca     | 1'47"97 | Miglior prestazione personale stagionale |
| 4    | Filip Šnejdr      | Rep. Ceca     | 1'48"08 | Miglior prestazione personale stagionale |
| 5    | Enrico Riccobon   | Italia        | 1'48"58 | Miglior prestazione personale stagionale |
| 6    | James Preston     | Nuova Zelanda | 1'50"11 |                                          |
|      | Li Junlin         | Cina          | DQ      | R163.3a                                  |
|      | Aymeric Lusine    | Francia       | DQ      | R163.3a                                  |